# Mike Jittlov

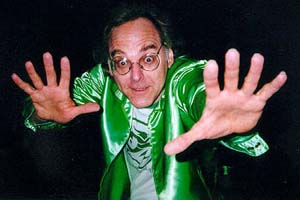
Mike Jittlov (1996)

Mike Jittlov (* 8. Juni 1948 in Los Angeles) ist ein US-amerikanischer Filmanimateur und Produzent. Bekanntheit erreichte er durch seinen 1989 veröffentlichten Spielfilm Magic Movie (im Original: The Wizard of Speed and Time).

## Leben
Jittlov war Mathematikstudent an der UCLA Universität, wo er auch einen Animations-Kurs besuchte. Mit einer Super-8-Kamera drehte er den Kurzfilm The Leap, den er später auf das 16-mm-Format vergrößerte, um an verschiedenen Filmfestivals in den frühen 70er Jahren teilzunehmen. Sein Kurzfilm Good Grief war in der Auswahl für eine Nominierung bei den Oscars. Später kaufte er sich seine eigene 16-mm-Kamera und designte sein eigenes Multiplan-Kamera-System.
Einige seiner Kurzfilme wie Swing Shift, Animato oder Time Tripper gewannen Preise und wurden wiederholt auf Filmfestivals vorgeführt, was ihm die Aufmerksamkeit der Walt Disney Studios einbrachte. 1978 wurde sein Kurzfilm Mouse Mania in der 2-stündigen Disney-Show Mickey’s 50th vorgeführt. In diesem sieht man Micky Maus mit weiteren 1.000 Disney-Spielzeugen um eine Psychiaterpraxis marschieren. Diesen Kurzfilm kann man auch auf der DVD Mickey Mouse in Living Colour Volume Two sehen. Da bei Disney-Produktionen die einzelnen Animateure im Abspann nicht namentlich aufgezählt werden, schrieb Jittlov seinen und den Namen seines Partners, Deven Cheregino, auf einzelne Figuren, wo sie im finalen Film nicht herauseditiert werden konnten.
In Disney’s Special The Wonderful World of Disney wurde sein Kurzfilm The Wizard of Speed and Time gezeigt, in dem Jittlov einen jungen Mann spielt, der in einem grünen Zaubererumhang in Zeitraffer quer durch die Vereinigten Staaten rennt. 1980 erschien dieser mit neuem Soundtrack auf einem 16-mm-Film, zusammen mit weiteren seiner Kurzfilme.
Jittlov kreierte außerdem den Einführungsfilm, der im amerikanischen Kabelfernsehen auf dem Disney Channel gezeigt wird. Hier sieht man einen Satelliten, der die Kopfform von Micky Maus besitzt. Dieser Film wurde später neu produziert und ist auf der DVD-Version von Schneewittchen und die sieben Zwerge zu sehen. Für einige Zeit wurde dieser Film in der Warteschlange des Space Mountain im Disney-Park gezeigt. Einen Kurzauftritt hat dieser auch in Jittlovs Spielfilm Magic Movie.
Magic Movie ist Jittlovs bekannteste Arbeit. Der Film wurde nur in wenigen Kinos vorgeführt, erreichte aber einen Kultstatus nach der Veröffentlichung auf VHS und Laserdisc. Jittlov arbeitete später als Effekttechniker bei dem Spielfilm Ghost – Nachricht von Sam mit.
Jittlov tarnt sich auf Science-Fiction-Veranstaltungen meist mit seinem bekannten grünen Zauberumhang und den grünen Stiefeln. Er nutzte schon sehr früh das Internet, besitzt eine eigene Webseite und postet sporadisch in seiner Usenet-Gruppe alt.fan.mike-jittlov.